# Live in São Paulo (DVD)
Live in São Paulo – podwójne koncertowe DVD brazylijskiej grupy metalowej Sepultura. Wszystkie utwory na pierwszym dysku pochodzą z koncertu w hali Olimpia w São Paulo, zarejestrowanego 3 kwietnia 2005. Zapis tego występu został również wydany jako płyta kompaktowa o tym samym tytule. Oba wydawnictwa ujrzały światło dzienne 8 listopada 2005, za pośrednictwem niemieckiej wytwórni SPV GmbH.
Druga płyta DVD zawiera film dokumentalny o dziejach zespołu od 1998 autorstwa wokalisty Derricka Greena. Ponadto można znaleźć na nim teledyski i niepublikowane wcześniej nagrania koncertowe Sepultury.

## Lista utworów
| DVD 1 | DVD 1                              | DVD 1   |
| Nr    | Tytuł utworu                       | Długość |
| ----- | ---------------------------------- | ------- |
| 1.    | „Intro”                            | 04:51   |
| 2.    | „Apes of God”                      | 03:11   |
| 3.    | „Slave New World”                  | 03:37   |
| 4.    | „Propaganda”                       | 03:03   |
| 5.    | „Attitude”                         | 04:48   |
| 6.    | „Choke”                            | 03:27   |
| 7.    | „Inner Self / Beneath the Remains” | 04:55   |
| 8.    | „Escape to the Void”               | 04:29   |
| 9.    | „Mind War”                         | 03:16   |
| 10.   | „Troops of Doom”                   | 03:39   |
| 11.   | „Necromancer”                      | 03:29   |
| 12.   | „Sepulnation”                      | 03:52   |
| 13.   | „Refuse/Resist”                    | 03:07   |
| 14.   | „Territory”                        | 04:30   |
| 15.   | „Black Steel in the Hour of Chaos” | 03:49   |
| 16.   | „Bullet the Blue Sky”              | 04:58   |
| 17.   | „Reza”                             | 02:08   |
| 18.   | „Biotech Is Godzilla”              | 02:41   |
| 19.   | „Arise / Dead Embryonic Cells”     | 04:28   |
| 20.   | „Come Back Alive”                  | 02:18   |
| 21.   | „Roots Bloody Roots”               | 04:42   |
| 22.   | „Making Of”                        | 11:25   |
| 23.   | „Band Biography”                   | 18:00   |
|       |                                    | 1:48:43 |

| DVD 2 | DVD 2                             | DVD 2   |
| Nr    | Tytuł utworu                      | Długość |
| ----- | --------------------------------- | ------- |
| 1.    | „Documentary”                     | 24:40   |
| 2.    | „Mind War” (videoclip)            | 04:25   |
| 3.    | „Bullet the Blue Sky” (videoclip) | 04:22   |
| 4.    | „Choke” (videoclip)               | 03:48   |
| 5.    | „Nomad” (live)                    | 04:45   |
| 6.    | „Desperate Cry” (live)            | 05:30   |
| 7.    | „Territory” (live)                | 04:36   |
|       |                                   | 52:06   |

## Twórcy
- Sepultura:
  - Derrick Green – śpiew, gitara rytmiczna na "Apes of God" i "Mind War"
  - Andreas Kisser – gitara prowadząca
  - Paulo Jr. – gitara basowa
  - Igor Cavalera – perkusja
- Gościnnie na DVD 1:
  - Jairo Guedz – gitara na "Troops of Doom" i "Necromancer"
  - Alex Camargo – śpiew na "Necromancer"
  - B-Negao – śpiew (rap) na "Black Steel in the Hour of Chaos"
  - Zé Gonzáles – scratching na "Black Steel in the Hour of Chaos"
  - João Gordo – śpiew na "Reza" i "Biotech Is Godzilla"